# 清水東
清水 東（しみず ひがし、1958年〈昭和33年〉1月5日 - ）は、日本の脚本家、放送作家。日本放送作家協会、日本脚本家連盟会員。東京都生まれ。
父は同じく放送作家の津瀬宏。

## 主な参加作品

### テレビアニメ
- サザエさん（1985年-2001年、脚本）
- タッチ（1986年-1987年、脚本）
- 陽あたり良好!（1987年、脚本）
- 北斗の拳2（1987年-1988年、脚本）
- 魁!!男塾（1988年、脚本[2]）
- 死にぞこない係長（1994年、脚本）
- まもって守護月天!（1999年、脚本）
- 釣りバカ日誌（2003年、脚本）
- ふたりはプリキュア（2004年-2005年、脚本）
  - ふたりはプリキュア Max Heart（2005年-2006年、脚本）
- ふたりはプリキュア Splash Star（2006年、脚本）
- Yes!プリキュア5（2007年-2008年、脚本）
  - Yes!プリキュア5GoGo!（2008年、脚本）
- ねぎぼうずのあさたろう（2008年-2009年、脚本）
- 怪談レストラン（2009年-2010年、脚本）
- ご姉弟物語（2009年-2010年、脚本）
- ドラえもん（テレビ朝日版第2期）（2010年- 、脚本）
- スティッチ! 〜ずっと最高のトモダチ〜（2010年-2011年、脚本）
- エリアの騎士（2012年、脚本）
- ズモモとヌペペ（2012年-2013年、脚本）
- インド版 忍者ハットリくん（2012年、脚本）
  - インド版 忍者ハットリくん(第2期)（2014年、脚本）
  - インド版 忍者ハットリくん(第3期)（2016年、脚本）
  - インド版 忍者ハットリくん(第4期)（2017年、脚本）
- LINE TOWN（2013年-2014年、脚本）
- くつだる。（2014年-2015年、脚本）
- クレヨンしんちゃん（2015年-、脚本）
- ふなっしーのふなふなふな日和（2015年、脚本）
- 新あたしンち（2015年-2016年、脚本）
- お買いものパンダ!（2024年-2025年、シリーズ構成[3]・脚本）

### 劇場アニメ
- 魁!!男塾（1988年、脚本）
- 映画ドラえもん 新・のび太と鉄人兵団 〜はばたけ 天使たち〜（2011年、脚本）
- 映画ドラえもん のび太と奇跡の島 〜アニマル アドベンチャー〜（2012年、脚本）
- 映画ドラえもん のび太のひみつ道具博物館（2013年、脚本）
- 映画ドラえもん 新・のび太の大魔境 〜ペコと5人の探検隊〜（2014年、脚本）
- 映画ドラえもん のび太の宇宙英雄記 （2015年、脚本）

### OVA
- 湘南爆走族5 青ざめた暁（1989年、脚本）
  - 湘南爆走族10 FROM SAMANTHA（1995年、脚本）
  - 湘南爆走族11 喧嘩の花咲く修学旅行（1996年、脚本）
  - 湘南爆走族12 桜吹雪の卒業式（1999年、脚本）
- クライング フリーマン（1989年、脚本）
- 新・キューティーハニー（1995年、脚本）
- 新・湘南爆走族 荒くれナイト 第一章（1997年、脚本）
  - 新・湘南爆走族 荒くれナイト2 死神たちの公道レース 第二章（1998年、脚本）
- やっぱり海が好き（2015年、脚本）

### Webアニメ
- アニメで分かる心療内科（2015年、脚本）
- 恐竜少女ガウ子（2019年、脚本）
  - 恐竜少女ガウ子(シーズン2)（2020年、脚本）

### テレビドラマ
- 欽ちゃんドラマ・Oh!階段家族!!（1979年、脚本）
- バッテンロボ丸（1983年、脚本）
- AカップCカップ（1983年、脚本）
- 純ちゃんの奥様は魔女（1984年、脚本）
- 一休さん（1985年、脚本）
- 結婚ゲーム2:A夫婦フォーカスどきどき親衛隊（1986年、脚本）
- やっぱり猫が好き（1988年-1989年、脚本）
- 世にも奇妙な物語「スローモーション」（1992年、脚本）
- ぐっどあふたぬ〜ん（1997年、脚本）
- サスペンスオムニバス Y氏の隣人「善意の街」「ライフビデオ」（1998年、脚本）
- ケイゾク（1999年、脚本）
- 大好き!五つ子（1999年、脚本）
- ブラック・ジャック（2000年、脚本）
  - ブラック・ジャックII（2000年、脚本）
  - ブラック・ジャックIII（2001年、脚本）
- 真夏のメリークリスマス（2000年、脚本）
- 奥様レンジャー 〜台所より愛をこめて〜（2003年、脚本）

### バラエティ番組
- お笑いマンガ道場
- ドリフ大爆笑
- オレたちひょうきん族 - 清水トレンディ東名義
- ゲバゲバ90分!+30
- 森田一義アワー 笑っていいとも!
- やすきよ笑って日曜日
- 夢で逢えたら
- ウッチャンナンチャンのやるならやらねば
- ダウンタウンのごっつええ感じ
- 新しい波
- コメディーお江戸でござる
- ウッチャンナンチャンのウリナリ!!
- ふるさと皆様劇場
- 笑う犬の冒険-SILLY GO LUCKY!-
- 初笑い!浪花夢一座
- にっぽん愉快家族
- 日本語歳時記 大希林
- お昼ですよ!ふれあいホール
- おまたせ!!ラグ定食
- ラグ&ピース
- 金曜バラエティー
- どれみふぁワンダーランド
- ごきげん歌謡笑劇団
- 民謡魂 ふるさとの歌
- アニメちゃんに会える国

他多数

### 実写映画
- 蒼い夏（2003年、脚本） - Web配信限定短編映画

### オリジナルビデオ
- HOKURO 〜百発病伝説〜（2003年、脚本）
- 桜金造の怪談 実録!死よりの生還（2014年、構成）
  - 桜金造の怪談 実録!死ぬほど怖い話（2014年、構成）

### ラジオ番組
- ラジオマンジャック（2004年-）
- 画のないアニメ館（2016年-2019年、脚本）
- らじるの男（2017年-2019年）